# Saint-Merd-de-Lapleau
Saint-Merd-de-Lapleau – miejscowość i gmina we Francji, w regionie Nowa Akwitania, w departamencie Corrèze. Nazwa miejscowości pochodzi od imienia św. Medarda.
Według danych na rok 1990 gminę zamieszkiwało 156 osób, a gęstość zaludnienia wynosiła 6 osób/km² (wśród 747 gmin Limousin Saint-Merd-de-Lapleau plasuje się na 467. miejscu pod względem liczby ludności, natomiast pod względem powierzchni na miejscu 221.).